# Симфонія № 95 (Гайдн)
Симфонія № 95, до мінор Йозефа Гайдна, написана 1791 року, того ж року вперше прозвучала у Лондоні.
Структура:
1. Allegro moderato;
2. Andante; variation form;
3. Menuetto;
4. Finale: Vivace;

## Ноти і література
- Symphony No. 95: Ноти на сайті International Music Score Library Project.
- Robbins Landon, H. C. (1976) Haydn: Chronicle and Works, Volume II. Bloomington: Indiana University Press.